# حلوة رمادية
حلوة رمادية (الاسم العلمي: Glycine canescens) هي نوع من نباتات تتبع جنس الحلوة من الفصيلة البقولية.